# Miura (Familienname)
Miura (三浦) ist ein japanischer Familienname.

## Namensträger
- Akito Miura (* 1987), japanischer Fußballspieler
- Antonio Miura, spanischer Kampfstierzüchter
- Atsuhiro Miura (* 1974), japanischer Fußballspieler
- Miura Ayako (1922–1999), japanische Schriftstellerin
- Miura Baien (1723–1789), japanischer Philosoph, Ökonom
- Miura Chora (1729–1780), japanischer Haiku-Poet
- Daichi Miura (* 1987), japanischer J-Pop-Sänger mit R&B-Einflüssen
- Fumiaki Miura (* 1993), japanischer Geiger
- Fumitake Miura (* 1970), japanischer Fußballspieler
- Genta Miura (* 1995), japanischer Fußballspieler
- Gōta Miura (* 1969), japanischer Freestyle-Skier
- Miura Gorō (1847–1926), japanischer Generalleutnant
- Miura Hiroyuki (Historiker) (1871–1931), japanischer Historiker
- Hiroyuki Miura (* 1973), japanischer Eishockeyspieler
- Kao Miura (* 2005), japanischer Eiskunstläufer
- Kazuyoshi Miura (* 1967), japanischer Fußballspieler
- Miura Keizō (1904–2006), japanischer Skipionier
- Ken’ichi Miura (* 1949), japanischer Informatiker
- Kentarō Miura (1966–2021), japanischer Comiczeichner
- Miura Ken’ya (1821–1889), japanischer Keramiker
- Miura Kinnosuke (1864–1950), japanischer Internist
- Kōji Miura (* 1995), japanische Mangaka
- Koryo Miura, japanischer Astrophysiker (Miura-Faltung)
- Makoto Miura (* 1949), japanisch-österreichischer Bildhauer und Hochschullehrer
- Manaka Miura (* 2002), japanische Sprinterin
- Masashi Miura (* 1948), japanischer Literaturkritiker
- Motoaki Miura (* 1996), japanischer Fußballspieler
- Narumi Miura (* 1997), japanische Fußballspielerin
- Osamu Miura (* 1989), japanischer Fußballspielerin
- Riku Miura (* 2001), japanische Eiskunstläuferin
- Robert Miura (1938–2018), US-amerikanischer angewandter Mathematiker und Biophysiker
- Ryūji Miura (* 2002), japanischer Hindernisläufer
- Ryūki Miura (* 1992), japanischer Fußballspieler
- Miura Saku (1881–1945), japanischer Journalist
- Satoshi Miura (* 1944), japanischer Manager
- Shion Miura (* 1976), japanische Autorin
- Miura Shumon (1926–2017), japanischer Schriftsteller
- Sōta Miura (* 2000), japanischer Fußballspieler
- Takashi Miura (* 1984), japanischer Profiboxer
- Takayuki Miura (* 1967), japanischer Eishockeyspieler
- Miura Tamaki (1884–1946), japanische Opernsängerin
- Tetsuo Miura (1931–2010), japanischer Schriftsteller
- Tetsurō Miura (1956–2018), japanischer Fußballspieler
- Toshiya Miura (* 1963), japanischer Fußballspieler
- Yasutoshi Miura (* 1965), japanischer Fußballspieler
- Yūichirō Miura (* 1932), japanischer Alpinist
- Yuki Miura (* 1996), japanischer Eishockeyspieler
- Yūsuke Miura (* 1991), japanischer Fußballspieler
- Yūya Miura (* 1989), japanischer Fußballspieler